# Wim de Ruyter
Wim de Ruyter (* 11. November 1918 in Maassluis; † 21. November 1995 in Kamp Amersfoort (Los Angeles)) war ein niederländischer Radrennfahrer und nationaler Meister im Radsport.

## Sportliche Laufbahn
Wim de Ruyter war im Straßenradsport aktiv. Während des Zweiten Weltkrieges wurde er wegen Spionage von der deutschen Besatzungsmacht interniert, konnte aber aus der Haft fliehen und untertauchen.
Von 1947 bis 1951 war er Unabhängiger und Berufsfahrer. 1948 gewann er eine Etappe in der Ronde van Nederland. Er gewann einige Eintagesrennen und Kriterien in seiner Heimat als Radprofi. 1943 wurde De Ruyter nationaler Meister der Unabhängigen im Straßenrennen. 1945 kam er in der nationalen Meisterschaft im Straßenrennen der Profis beim Sieg von Theofiel Middelkamp auf den 3. Platz.
Die Tour de France bestritt er dreimal. 1948 wurde er 42., 1949 kam er nicht ins Ziel, 1950 wurde er 27.
De Ruyter wanderte 1956 mit seiner Familie in die USA aus. Seine Tochter Laura de Ruyter wurde eine bekannte bildende Künstlerin und Malerin.